# Nationaldivision 2000/01
Die Nationaldivision 2000/01 war die 87. Spielzeit der höchsten luxemburgischen Fußballliga.
Titelverteidiger F91 Düdelingen gewann die zweite Meisterschaft in der Vereinsgeschichte.
FC Rodingen 91 und FC Wiltz 71 mussten den Gang in die Ehrenpromotion antreten.

## Meisterschaftsformat
Die zwölf Teams spielten zuerst einen Grunddurchgang, bestehend aus einer einfachen Hin- und Rückrunde. Danach traten die vier besten Teams im Meisterplayoff gegeneinander an. Die restlichen acht Mannschaften wurden in zwei Gruppen aufgeteilt und spielten um den Klassenerhalt. Die Ergebnisse aus dem Grunddurchgang wurden dabei jeweils mitgenommen.
Jede dieser drei Gruppen wurde wieder in einer Hin- und Rückrunde ausgetragen. Die beiden Letzten der Abstiegsgruppen stiegen in die Ehrenpromotion ab.

## Grunddurchgang

### Tabelle
| Pl. | Verein                 | Sp. | S  | U  | N  | Tore    | Diff. | Punkte |
| --- | ---------------------- | --- | -- | -- | -- | ------- | ----- | ------ |
| 1.  | F91 Düdelingen (M)     | 22  | 16 | 3  | 3  | 046:200 | +26   | 51     |
| 2.  | CS Grevenmacher        | 22  | 15 | 4  | 3  | 046:120 | +34   | 49     |
| 3.  | Etzella Ettelbrück (N) | 22  | 11 | 6  | 5  | 045:320 | +13   | 39     |
| 4.  | CS Hobscheid           | 22  | 12 | 3  | 7  | 041:310 | +10   | 39     |
| 5.  | Sporting Mertzig       | 22  | 9  | 5  | 8  | 060:430 | +17   | 32     |
| 6.  | Jeunesse Esch (P)      | 22  | 9  | 3  | 10 | 037:290 | +8    | 30     |
| 7.  | Union Luxemburg        | 22  | 5  | 10 | 7  | 028:300 | −2    | 25     |
| 8.  | US Rumelange           | 22  | 6  | 6  | 10 | 028:440 | −16   | 24     |
| 9.  | FC Rodingen 91 (N)     | 22  | 7  | 3  | 12 | 033:570 | −24   | 24     |
| 10. | FC Avenir Beggen       | 22  | 6  | 5  | 11 | 031:500 | −19   | 23     |
| 11. | FC Monnerich           | 22  | 4  | 5  | 13 | 023:470 | −24   | 17     |
| 12. | FC Wiltz 71            | 22  | 4  | 3  | 15 | 030:530 | −23   | 15     |

| (M) | amtierender luxemburgischer Meister     |
| (P) | amtierender luxemburgischer Pokalsieger |
| (N) | Neuaufsteiger aus der Ehrenpromotion    |

### Kreuztabelle
| 2000/01 Grunddurchgang | F91 Düdelingen | GRE | Etzella Ettelbrück | HOB | MER | JEU | Union Luxemburg | US Rumelange | FC Rodingen 91 | AVE | FC Monnerich | FC Wiltz 71 |
| ---------------------- | -------------- | --- | ------------------ | --- | --- | --- | --------------- | ------------ | -------------- | --- | ------------ | ----------- |
| F91 Düdelingen         |                | 1:0 | 3:4                | 2:1 | 1:0 | 2:2 | 3:1             | 2:0          | 4:0            | 1:1 | 4:1          | 2:0         |
| CS Grevenmacher        | 3:1            |     | 0:0                | 3:0 | 3:0 | 2:0 | 3:0             | 1:1          | 4:0            | 2:1 | 3:0          | 4:2         |
| Etzella Ettelbrück     | 0:2            | 1:0 |                    | 1:1 | 1:4 | 1:0 | 1:1             | 1:1          | 4:2            | 5:1 | 1:1          | 1:0         |
| CS Hobscheid           | 2:1            | 0:0 | 1:3                |     | 2:3 | 0:1 | 3:2             | 4:0          | 5:0            | 2:1 | 2:1          | 3:2         |
| Sporting Mertzig       | 2:3            | 1:2 | 3:3                | 1:3 |     | 4:0 | 3:3             | 6:1          | 8:1            | 3:3 | 3:4          | 5:2         |
| Jeunesse Esch          | 0:1            | 2:0 | 0:2                | 3:0 | 0:2 |     | 1:1             | 2:2          | 5:1            | 3:1 | 2:1          | 5:1         |
| Union Luxemburg        | 0:0            | 0:2 | 2:1                | 1:2 | 0:0 | 3:2 |                 | 0:1          | 1:2            | 1:1 | 1:1          | 1:0         |
| US Rumelange           | 1:2            | 1:4 | 3:2                | 1:1 | 1:1 | 1:0 | 0:3             |              | 4:1            | 2:1 | 1:1          | 2:1         |
| FC Rodingen 91         | 1:3            | 0:3 | 3:1                | 2:3 | 4:0 | 1:0 | 2:2             | 4:2          |                | 2:3 | 1:1          | 1:2         |
| FC Avenir Beggen       | 0:5            | 0:4 | 2:6                | 2:1 | 2:5 | 2:1 | 0:0             | 2:0          | 0:1            |     | 2:0          | 2:4         |
| FC Monnerich           | 1:2            | 0:2 | 1:4                | 0:3 | 1:4 | 0:3 | 1:1             | 2:1          | 0:2            | 1:3 |              | 3:2         |
| FC Wiltz 71            | 0:1            | 1:1 | 1:2                | 1:2 | 3:2 | 1:5 | 1:4             | 3:2          | 2:2            | 1:1 | 0:2          |             |

## Playoffs

### Meisterplayoff

#### Abschlusstabelle
Die gegeneinander erzielten Ergebnisse aus der Vorrunde wurden mit eingerechnet
| Pl. | Verein             | Sp. | S  | U | N  | Tore    | Diff. | Punkte |
| --- | ------------------ | --- | -- | - | -- | ------- | ----- | ------ |
| 1.  | F91 Düdelingen     | 28  | 19 | 6 | 3  | 057:260 | +31   | 63     |
| 2.  | CS Grevenmacher    | 28  | 18 | 5 | 5  | 059:190 | +40   | 59     |
| 3.  | CS Hobscheid       | 28  | 14 | 4 | 10 | 053:440 | +9    | 46     |
| 4.  | Etzella Ettelbrück | 28  | 12 | 7 | 9  | 051:480 | +3    | 43     |

#### Kreuztabelle
| 2000/01 Meisterplayoff | F91 Düdelingen | GRE | Etzella Ettelbrück | HOB |
| ---------------------- | -------------- | --- | ------------------ | --- |
| F91 Düdelingen         |                | 1:1 | 1:0                | 4:1 |
| CS Grevenmacher        | 1:2            |     | 2:1                | 2:3 |
| Etzella Ettelbrück     | 1:1            | 0:6 |                    | 3:0 |
| CS Hobscheid           | 2:2            | 0:1 | 6:1                |     |

### Abstiegsplayoff Gruppe A

#### Abschlusstabelle
Die gegeneinander erzielten Ergebnisse aus der Vorrunde wurden mit eingerechnet
| Pl. | Verein           | Sp. | S  | U  | N  | Tore    | Diff. | Punkte |
| --- | ---------------- | --- | -- | -- | -- | ------- | ----- | ------ |
| 1.  | Sporting Mertzig | 28  | 12 | 6  | 10 | 072:500 | +22   | 42     |
| 2.  | Union Luxemburg  | 28  | 7  | 12 | 9  | 035:370 | −2    | 33     |
| 3.  | FC Monnerich     | 28  | 8  | 5  | 15 | 032:540 | −22   | 29     |
| 4.  | FC Rodingen 91   | 28  | 8  | 4  | 16 | 036:670 | −31   | 28     |

#### Kreuztabelle
| 2000/01 Gruppe A Abstiegsplayoff | MER | Union Luxemburg | FC Monnerich | FC Rodingen 91 |
| -------------------------------- | --- | --------------- | ------------ | -------------- |
| Sporting Mertzig                 |     | 1:1             | 4:1          | 3:0            |
| Union Luxemburg                  | 2:1 |                 | 0:1          | 2:0            |
| FC Monnerich                     | 2:1 | 3:1             |              | 1:0            |
| FC Rodingen 91                   | 0:2 | 1:1             | 0:2          |                |

### Abstiegsplayoff Gruppe B

#### Abschlusstabelle
Die gegeneinander erzielten Ergebnisse aus der Vorrunde wurden mit eingerechnet
| Pl. | Verein           | Sp. | S  | U | N  | Tore    | Diff. | Punkte |
| --- | ---------------- | --- | -- | - | -- | ------- | ----- | ------ |
| 1.  | Jeunesse Esch    | 28  | 14 | 3 | 11 | 052:350 | +17   | 45     |
| 2.  | FC Avenir Beggen | 28  | 10 | 6 | 12 | 045:550 | −10   | 36     |
| 3.  | US Rumelange     | 28  | 6  | 8 | 14 | 031:560 | −25   | 26     |
| 4.  | FC Wiltz 71      | 28  | 5  | 4 | 19 | 035:670 | −32   | 19     |

#### Kreuztabelle
| 2000/01 Gruppe B Abstiegsplayoff | JEU | AVE | US Rumelange | FC Wiltz 71 |
| -------------------------------- | --- | --- | ------------ | ----------- |
| Jeunesse Esch                    |     | 2:0 | 1:0          | 1:0         |
| FC Avenir Beggen                 | 3:1 |     | 3:0          | 2:0         |
| US Rumelange                     | 1:5 | 1:1 |              | 1:1         |
| FC Wiltz 71                      | 2:5 | 1:5 | 1:0          |             |

## Torschützenliste
| Rang | Spieler              | Klub               | Tore |
| ---- | -------------------- | ------------------ | ---- |
| 1.   | Mikhail Zaritski     | Sporting Mertzig   | 23   |
| 2.   | Frédéric Cicchirillo | Sporting Mertzig   | 20   |
| 3.   | Serge Thill          | CS Grevenmacher    | 18   |
| 4.   | Patrick Grettnich    | Etzella Ettelbrück | 15   |
| 4.   | Daniel Huss          | CS Grevenmacher    | 15   |
| 4.   | Ahmed El Aouad       | CS Hobscheid       | 15   |
| 7.   | Marc Delazzer        | F91 Düdelingen     | 13   |
| 8.   | Patrick Enger        | CS Hobscheid       | 12   |
| 8.   | Marco Morgante       | F91 Düdelingen     | 12   |
| 8.   | Philippe Dillmann    | Jeunesse Esch      | 12   |